# Clematis grandifolia
Clematis grandifolia là một loài thực vật có hoa trong họ Mao lương. Loài này được (Staner & J.Léonard) M.Johnson mô tả khoa học đầu tiên năm 1997.